# Манчини (Авелино)
Манчини је насеље у Италији у округу Авелино, региону Кампанија.
Према процени из 2011. у насељу је живело 249 становника. Насеље се налази на надморској висини од 295 м.